# 婆娑府
婆娑府，元朝时设置的府。
元朝初年，改婆速路置，屬遼陽府，治所在今辽宁省丹东市东北、叆河西南岸九连城。辖境西北起千山山脉，东抵长白山，南跨鸭绿江。至元二十五年后废为巡检司。
1. ↑  《元史·地理志二》：元初廢貴德、澄、復州、來遠軍，以廣寧府、婆娑府、懿州、蓋州作四路，直隸省……二十五年，改東京為遼陽路，後廢婆娑府為巡檢司……東寧路……元至元六年，李延齡、崔坦、玄元烈等以府州縣鎮六十城來歸。八年，改西京為東寧府。十三年，升東寧路總管府，設錄事司，割靜州、義州、麟州、威遠鎮隸婆娑府。